# Cyptocephala cogitabunda
Cyptocephala cogitabunda är en insektsart som beskrevs av Berg 1883. Cyptocephala cogitabunda ingår i släktet Cyptocephala och familjen bärfisar. Inga underarter finns listade i Catalogue of Life.